# Chebli
Chebli (în arabă الشبلي) este o comună din provincia Blida, Algeria.
Populația comunei este de 29.660 de locuitori (2008).